# Garage house
Cet article concerne le genre musical nord-américain. Pour les genres dérivés, voir UK garage et garage rock.
Genres dérivés
UK garage, garage rock, speed garage, future house
Le garage house (originellement garage music ou New York house) est un genre musical apparenté au funk et au disco. Il doit son nom au club newyorkais Paradise Garage où officiait Larry Levan dès 1978. Son développement est quasiment contemporain du club Warehouse de Chicago. Le genre fait école et devient la house music au début des années 1980.
Une version plus rapide et syncopée de ce style, appelée UK garage ou speed garage, s'est ensuite développée au Royaume-Uni. Les DJs jouant ce genre incluent Tony Humphries, Larry Levan et Junior Vasquez,.

## Histoire
La dance des années 1980 fait usage d'instruments électroniques tels que les synthétiseurs, séquenceurs et boîtes à rythmes. Ces instruments sont les éléments essentiels du garage. Le nom du genre garage est utilisé pour la première fois au club Paradise Garage de New York dans lequel officiait le disc jockey Larry Levan,. Ce club marque encore certains clubs underground tels que le Shelter à New York, la soirée Cheers à Paris ou encore les soirées Respect, mondialement connues. Du fait de ses compositions très diverses, le plus souvent chantées, flirtant avec le funk, la soul et le disco, ce style oscille depuis ses débuts entre un dépoussiérage de succès des années 1970 et un style éclectique mais véritablement neuf et original[réf. nécessaire].
Selon Blues & Soul, le garage s'établit avec les premières chansons de Visual, i.e. The Music Got Me en 1983 et le style musical des Peech Boys.

### Caractéristiques
Comparé à d'autres formes de musiques house, le garage adopte certains attributs musicaux comme les riffs de piano orientés gospel et les voix féminines. Le genre est très populaire durant les années 1980 aux États-Unis et dans les années 1990 au Royaume-Uni. La popularité du genre au Royaume-Uni donne naissance au genre dérivé appelé UK garage.